# Ndeye Fatou Ndiaye
Pour les articles homonymes, voir Ndiaye.
Ne pas confondre avec la basketteuse sénégalaise N'Deye N'Diaye.
Ndeye Fatou Ndiaye, est une joueuse de basket-ball sénégalaise née le 21 juillet 1994.

## Biographie
Elle participe au championnat d'Afrique U16 en 2009 puis au championnat d'Afrique U18 en 2010.
Elle fait partie de l'équipe nationale et participe à la Coupe du monde féminine de basket-ball 2018.